# SQL
 (engl. Structured Query Language) je relacioni upitni jezik (ANSI i ISO standard). Relacije se kreiraju jednom naredbom i odmah su dostupne, što ga čini jednostavnim za korišćenje. Uniforman je, jer se svi podaci i rezultati operacija prikazuju u vidu tabele i omogućava interaktivno i klasično programiranje. Sve do verzije SQL:1999 ovaj jezik je bio neproceduralan, odnosno njime se specificiralo ŠTA, a ne i KAKO nešto treba uraditi.

## Istorijat
Tvorac SQL-a je Donald Čamberlin, a nastao je u IBM-ovoj istraživačkoj laboratoriji (енгл. IBM Research Laboratory) u San Hozeu, Kalifornija 1974. godine, dakle na istom mestu gde je E. F. Kod 1970. definisao osnovne koncepte relacionog modela podataka. Jezik se u početku zvao SEQUEL (engl. Structured English Query Language) i predstavljao je programski interfejs (API) za System R, prototipski sistem za upravljanje bazom podataka (SUBP) koji se razvijao kao deo istraživačkog projekta pod istim nazivom. 
Pojava komercijalnih relacionih sistema uvećala je značaj i ubrzala proces standardizacije relacionog upitnog jezika. Prva etapa tog procesa završila se 1986. godine usvajanjem SQL-a kao standardnog relacionog upitnog jezika. Ta prva verzija  standarda je poznata pod nazivom SQL-86. Njom su standardizovane osnovne karakteristike SQL-a kao deklarativnog relacionog upitnog jezika. Međutim, mnoge bitne karakteristike jezika ostale su nestandardizovane. To je dovelo do revizija standarda, koji je usvojen 1989. godine i kojom su standardizovane karakteristike koje se odnose na očuvanje integriteta baze podataka i povezivanje sa klasičnim programskim jezicima. Ta verzija  standarda poznata je pod nazivom SQL-89. 1992. godine usvojena je sledeća bitna revizija standarda, poznata pod nazivom SQL-92 ili SQL-2, kojom je SQL zaokružen kao programski jezik, a obim standarda uvećan šest puta u odnosu na polaznu verziju. Naredna verzija  standarda usvojena je 1999. godine.

## 
Iako su početne verzije SQL-a bile prilično jednostavne, bliske korisniku i u velikoj meri deklarativne za SQL:1999 se može reći da je kompleksan, proceduralno/deklarativan jezik. U njega su uključeni koncepti objektne tehnologije, mehanizam trigera, rekurzija i proceduralna proširenja. Da bi se povećala funkcionalnost jezika, u SQL:1999 standardu uvedena je proceduralna nadgradnja SQL-a, koju uglavnom čine upravljačke strukture slične upravljačkim strukturama klasičnih programskih jezika. SQL-1999 standard definiše više načina korišćenja SQL-a. Dva osnovna načina su direktno (interaktivno) korišćenje SQL-a i povezivanje SQL-a sa klasičnim programskim jezicima („ugrađeni“ SQL).

### naredbe
standard razvrstava SQL naredbe u sledećih 7 kategorija: 
- Naredbe za šemu baze podataka (енгл. SQL-schema statements) - za kreiranje, izmenu i izbacivanje šema i objekata šema
- Naredbe za podatke (енгл. SQL-data statements) - za prikaz i ažuriranje podataka baze
- Naredbe za transakcije (енгл. SQL-transaction statements) - za startovanje, završavanje i postavljanje parametara za transakcije
- Naredbe za kontrolu (енгл. SQL-contol statements), koje se koriste za kontrolu izvršavanja sekvence SQL naredbi
- Naredbe za konekcije (енгл. SQL-connection statements) - za uspostavljanje i prekidanje SQL konekcije
- Naredbe za sesije (енгл. SQL-session statements) - za postavljanje default vrednosti i drugih parametara SQL sesije
- Naredbe za dijagnostiku (енгл. SQL-diagnostic statements) - signalizuju izuzetke u SQL rutinama

### Struktura

#### Domeni
Domen je u SQL-u prost, korisnički definisan imenovan objekat koji se može koristiti kao alternativa za predefinisan tip podatka nad kojim se definiše. Može imati default vrednost i jedno ili više ograničenja.
- Domen se kreira naredbom:

```
CREATE
 
DOMAIN
 
<
naziv
 
domena
>
 
[
AS
]
 
<
predefinisani
 
tip
>

[
DEFAULT
 
<
vrednost
>
]

[[
CONSTRAINT
 
<
naziv
 
ograničenja
>
]
 
CHECK
 
(
<
ograničenje
>
)]
 
..

```

- Definicija domena se menja naredbom  ALTER :

```
ALTER
 
DOMAIN
 
<
naziv
 
domena
>

SET
 
DEFAULT
 
<
vrednost
>
 
|

DROP
 
DEFAULT
 
|

ADD
 
[
CONSTRAINT
 
<
naziv
 
ograničenja
>
]
 
CHECK
 
(
<
ograničenje
>
)
 
|

DROP
 
CONSTRAINT
 
<
naziv
 
ograničenja
>

```

- Domen se uništava naredbom:

```
 
DROP
 
DOMAIN
 
<
naziv
 
domena
>

```

#### Indeksi
Indeksi su strukture podataka koje olakšavaju i čine efikasnijim pristup podacima baze. Vrednosti indeksiranih kolona mogu biti jedinstvene (primarni ključ) ukoliko se pri kreiranju izabere varijanta .
```
CREATE
 
[
UNIQUE
]
 
INDEX
 
<
naziv
 
indeksa
>

 
ON
  
(
<
naziv
 
tabele
>
 
(
 
<
naziv
 
kolone1
>
 
[,
 
<
naziv
 
kolone2
>
,
 
..])
 
;

```

Izbacivanje se vrši naredbom:
```
DROP
 
INDEX
 
<
naziv
 
indeksa
>

```

#### Katalog
Katalog je imenovana kolekcija šema baze podataka u SQL-u. Svaki katalog sadrži šemu rečnika podataka sa nazivom INFORMATION SCHEMA. U SQL–u ne postoji mogućnost kreiranja i brisanja kataloga.

#### Šema
Šema predstavlja kolekciju svih objekata koji dele isti prostor imenovanja. Šema može sadržati jednu ili više tabela, a svaka tabela može pripadati logički tačno jednoj šemi. Šema se kreira naredbom:
```
 
CREATE
 
SHEMA
 
<
naziv
 
š
eme
>

```

Izbacivanje šeme može biti  CASCADE - izbacuje šemu i objekte iz nje ili  RESTRICT - brisanje šeme koja je prazna i ostvaruje se naredbom:
```
DROP
 
SHEMA
 
<
naziv
 
š
eme
>
 
CASCADE
 
|
 
RESTRICT

```

Pun naziv objekta specificira se u obliku:
```
<
naziv
 
kataloga
>
,
 
<
naziv
 
š
eme
>
,
 
<
naziv
 
objekta
>

```

#### Tipovi podataka
| INTEGER (INT) |
| SMALLINT      |
| NUMERIC       |
| DECIMAL (DEC) |

| REAL             |
| DOUBLE PRECISION |
| FLOAT            |

| INTEGER (INT) |
| SMALLINT      |
| NUMERIC       |
| DECIMAL (DEC) |

| REAL             |
| DOUBLE PRECISION |
| FLOAT            |

| CHARACTER (CHAR)                                |
| CHARACTER VARYING (CHAR VARING, VARCHAR)        |
| CHARACTER LARGE OBJECT(CHAR LARGE OBJECT, CLOB) |

| BIT                        |
| BIT VARYING                |
| BINARY LARGE OBJECT (BLOB) |

| DATE                     |
| TIME                     |
| TIMESTAMP                |
| TIME WITH TIMEZONE       |
| TIMESTAMP WITH TIME ZONE |

| INTERVAL YEAR          |
| INTERVAL MONTH         |
| INTERVAL YEAR TO MONTH |

| INTERVAL DAY            |
| INTERVAL DAY TO HOUR    |
| INTERVAL HOUR TO MINUTE |

| INTERVAL YEAR          |
| INTERVAL MONTH         |
| INTERVAL YEAR TO MONTH |

| INTERVAL DAY            |
| INTERVAL DAY TO HOUR    |
| INTERVAL HOUR TO MINUTE |

#### Tabele

##### Kreiranje tabela
Podaci se u SQL-u čuvaju se i prikazuju u obliku tabela. Svaka kolona tabele ima ime i tip podatka ili domen. Red je najmanja jedinica podatka koja se može uneti u tabelu ili izbrisati iz nje.
U SQL-u koriste se:
- Bazna tabela - vrsta tabele za čuvanje svih SQL podataka. Može biti:

Perzistentna tabela
```
CREATE
 
TABLE
 
<
naziv
 
tabele
>

(
<
naziv
 
kolone1
>
 
<
tip
 
podatka
>
 
NOT
 
NULL
],

<
naziv
 
kolone
>
 
<
tip
 
podatka
>
 
[
NOT
 
NULL
],
 
..)

```

Globalna privremena tabela
```
 
CREATE
 
GLOBAL
 
TEMPORARY
 
TABLE
  
<
naziv
 
tabele
>

(
<
naziv
 
kolone1
>
 
<
tip
 
podatka
>
 
[
 
NOT
 
NULL
],

<
naziv
 
kolone
>
 
<
tip
 
podatka
>
 
[
 
NOT
 
NULL
],
 
.
 
.)
 
;

```

Kreirana lokalna privremena tabela
```
 
CREATE
 
LOCAL
 
TEMPORARY
 
TABLE
  
<
naziv
 
tabele
>

(
<
naziv
 
kolone1
>
 
<
tip
 
podatka
>
 
[
 
NOT
 
NULL
],

<
naziv
 
kolone
>
 
<
tip
 
podatka
>
 
[
 
NOT
 
NULL
],
 
.
 
.)
 
;

```

Deklarisana lokalna privremena tabela
```
 

 
DECLARE
 
LOCAL
 
TEMPORARY
 
TABLE
 
MODULE
  
<
naziv
 
tabele
>

(
<
naziv
 
kolone1
>
 
<
tip
 
podatka
>
 
[
NOT
 
NULL
],

<
naziv
 
kolone
>
 
<
tip
 
podatka
>
 
[
 
NOT
 
NULL
],
 
.
 
.)
 
;

```

- Izvedena tabela - predstavlja rezultat izvršavanja upita.

- Tabela pogleda – predstavlja rezultat poziva imenovanog upita(pogleda).

##### Izmena definicije tabele
- Dodavanje nove kolone

```
ALTER
 
TABLE
 
<
naziv
 
tabele
>

[
ADD
 
COLUMN
]
 
<
definicija
 
kolone
>
 
;

```

- Izmena postojeće kolone

```
ALTER
 
TABLE
 
<
naziv
 
tabele
>

[
ALTER
 
COLUMN
]
 
<
naziv
 
kolone
>

SET
 
DEFAULT
 
<
vrednost
>
 
|

DROP
 
DEFAULT
;

```

- Izbacivanje kolone iz tabele

```
ALTER
 
TABLE
 
<
naziv
 
tabele
>

DROP
 
[
COLUMN
]
 
<
naziv
 
kolone
>
 
;

```

- Dodavanje ili izbacivanje ograničenja na vrednosti

```
ALTER
 
TABLE
 
<
naziv
 
tabele
>

ADD
 
[
CONSTRAINT
 
<
naziv
 
ograničenja
>
 
]
 
<
ograničenje
 
tabele
>
 
|

DROP
 
CONSTRAINT
 
<
naziv
 
ograničenja
>
 
;

```

##### Izbacivanje tabele
- Brisanje sadržaja tabele

```
DELETE
 
TABLE
 
<
naziv
 
tabele
>
;

```

- Brisanje tabele i njenog sadržaja

```
DROP
 
TABLE
 
<
naziv
 
tabele
>
;

```

## Literatura
- Blagojević V. (2006). Relacione baze podataka. ICNT Beograd. ISBN 978-86-86531-07-0.
- Гордана Павловић-Лажетић, Увод у релационе базе података.
- ,  (jun 1970). „”. . 13 (6): 377—87. doi:10.1145/362384.362685. Архивирано из оригинала 12. 6. 2007. г.
- SQL --
- „SQL:2011 draft”. Архивирано на веб-сајту  (31. јануар 2020)
- Feuerstein, Steven; Pribyl, Bill (2014). Oracle PL/SQL Programming (6th изд.). O'Reilly & Associates. ISBN 978-1449324452.
- Naudé, Frank (9. 6. 2005). „Oracle PL/SQL FAQ rev 2.08”.
- Serge Rielau (srielau@ca.ibm.com), SQL Architect, STSM, IBM. „DB2 10: Run Oracle applications on DB2 10 for Linux, UNIX, and Windows”. Ibm.com. Приступљено 2012-07-26.
- „Oracle Compliance with SQL/PSM”.
- „Oracle Server Features”. Oracle. Приступљено 2020-09-21.
- „PL/SQL Anonymous Blocks”. Oracle. Приступљено 2020-09-21.
- Nanda, Arup; Feuerstein, Steven (2005). Oracle PL/SQL for DBAs. O'Reilly Series. O'Reilly Media, Inc. стр. 122,429. ISBN 978-0-596-00587-0. Приступљено 11. 01. 2011. „A pipelined table function [...] returns a result set as a collection [...] iteratively. [... A]s each row is ready to be assigned to the collection, it is 'piped out' of the function.”
- Gupta, Saurabh K. (2012). „5: Using Advanced Interface Methods”. Advanced Oracle PL/SQL Developer's Guide. Professional experience distilled (2 изд.). Birmingham: Packt Publishing Ltd (објављено 2016). стр. 143. ISBN 9781785282522. Приступљено 08. 06. 2017.
- Dedić, Nedim; Stanier, Clare (2016).  Hammoudi, Slimane; Maciaszek, Leszek; Missikoff, Michele M. Missikoff; Camp, Olivier; Cordeiro, José, ур. An Evaluation of the Challenges of Multilingualism in Data Warehouse Development. International Conference on Enterprise Information Systems, 25–28 April 2016, Rome, Italy (PDF). Proceedings of the 18th International Conference on Enterprise Information Systems (ICEIS 2016). 1. SciTePress. стр. 196—206. ISBN 978-989-758-187-8. doi:10.5220/0005858401960206 . Архивирано (PDF) из оригинала 22. 05. 2018. г.
- „9 Reasons Data Warehouse Projects Fail”. blog.rjmetrics.com. 4. 12. 2014. Приступљено 2017-04-30.
- „Exploring Data Warehouses and Data Quality”. spotlessdata.com. Архивирано из оригинала 2018-07-26. г. Приступљено 2017-04-30.
- „What is a Data Warehouse? | Key Concepts | Amazon Web Services”. Amazon Web Services, Inc. (на језику: енглески). Приступљено 13. 02. 2023.
- Davenport, Thomas H. and Harris, Jeanne G (2007). Competing on Analytics: The New Science of Winning. Harvard Business School Press. ISBN 978-1-4221-0332-6..
- Ganczarski, Joe (2009). Data Warehouse Implementations: Critical Implementation Factors Study. ISBN 978-3-639-18589-8.. VDM Verlag
- Kimball, Ralph and Ross, Margy (2013). The Data Warehouse Toolkit. ISBN 978-1-118-53080-1.. Third Edition  Wiley.
- Linstedt, Graziano, Hultgren (2010). The Business of Data Vault Modeling. ISBN 978-1-4357-1914-9.. Second Edition  Dan linstedt.
- William Inmon (2005). Building the Data Warehouse. New York: John Wiley & Sons. ISBN 978-81-265-0645-3..

## Spoljašnje veze
Медији везани за чланак SQL на Викимедијиној остави

- tutorijali
- za početnike
- zvanični sajt
- vežbe
- upitni jezik
- 1995 SQL Reunion: People, Projects, and Politics, by Paul McJones (ed.): transcript of a reunion meeting devoted to the personal history of relational databases and SQL.
- American National Standards Institute. X3H2 Records, 1978–1995 Charles Babbage Institute Collection documents the H2 committee's development of the NDL and SQL standards.
- Oral history interview with Donald D. Chamberlin Charles Babbage Institute In this oral history Chamberlin recounts his early life, his education at Harvey Mudd College and Stanford University, and his work on relational database technology. Chamberlin was a member of the System R research team and, with Raymond F. Boyce, developed the SQL database language. Chamberlin also briefly discusses his more recent research on XML query languages.
- Comparison of Different SQL Implementations This comparison of various SQL implementations is intended to serve as a guide to those interested in porting SQL code between various RDBMS products, and includes comparisons between SQL:2008, PostgreSQL, DB2, MS SQL Server, MySQL, Oracle, and Informix.
- „Event stream processing with SQL”. Архивирано из оригинала 6. 7. 2014. г. - An introduction to real-time processing of streaming data with continuous SQL queries
- BNF Grammar for ISO/IEC 9075:2003, part 2 SQL/Framework